# Richtlinie (EU) 2016/343 über die Stärkung bestimmter Aspekte der Unschuldsvermutung und des Rechts auf Anwesenheit in der Verhandlung in Strafverfahren
Die Richtlinie (EU) 2016/343, dient der Erhaltung und Weiterentwicklung eines Raums der Freiheit, der Sicherheit und des Rechts, insbesondere dem Schutz der Rechte des Einzelnen durch die Justiz und Konkretisierung der in den Artikeln 47 und 48 der Charta der Grundrechte der Europäischen Union (GRC), in Artikel 6 der Europäischen Konvention zum Schutz der Menschenrechte und Grundfreiheiten (EMRK), in Artikel 14 des Internationalen Pakts über bürgerliche und politische Rechte (IPbpR) und in Artikel 11 der Allgemeinen Menschenrechtserklärung verankerten Rechte. Die Richtlinie enthält Mindestvorschriften.

## Ziele und Zweck der Richtlinie
Die Richtlinie (EU) 2016/343 ist eine von insgesamt sechs Richtlinien (Stand 2021), mit welcher die Stärkung bestimmter Aspekte im Strafverfahren erreicht und unionsweit vor allem im Sinne der Charta der Grundrechte der Europäischen Union und der Europäischen Menschenrechtskonvention (EMRK) harmonisiert werden soll. Die weiteren Richtlinien sind:
- Richtlinie 2010/64/EU über das Recht auf Dolmetschleistungen und Übersetzungen in Strafverfahren;[5]
- Richtlinie (EU) 2012/13 (Recht auf Belehrung und Unterrichtung im Strafverfahren);[6]
- Richtlinie 2013/48/EU über das Recht auf Zugang zu einem Rechtsbeistand in Strafverfahren und in Verfahren zur Vollstreckung des Europäischen Haftbefehls sowie über das Recht auf Benachrichtigung eines Dritten bei Freiheitsentzug und das Recht auf Kommunikation mit Dritten und mit Konsularbehörden während des Freiheitsentzugs;[7]
- Richtlinie (EU) 2016/800 über Verfahrensgarantien in Strafverfahren für Kinder, die Verdächtige oder beschuldigte Personen in Strafverfahren sind;[8] und
- Richtlinie (EU) 2016/1919 über Prozesskostenhilfe für Verdächtige und beschuldigte Personen in Strafverfahren sowie für gesuchte Personen in Verfahren zur Vollstreckung eines Europäischen Haftbefehls.[9]

Durch diese Richtlinien sollen Mindeststandards auf europäischer Ebene geschaffen werden und soll auch eine Stärkung des gegenseitigen Vertrauens, der gegenseitigen Anerkennung von Urteilen und anderen gerichtlichen Entscheidungen durch die Mitgliedstaaten erfolgen. Die Richtlinie 2003/8/EG über Prozesskostenhilfe bei Streitsachen mit grenzüberschreitendem Bezug betrifft nur Zivil- und Handelssachen, nicht jedoch strafrechtliche Verfahren.

## Bestimmungen aus der Richtlinie (EU) 2016/343
Im Weiteren werden ausgesuchte, spezielle Bestimmungen aus der Richtlinie (EU) 2016/343 aufgezeigt. Diese Aufzählungen sind nicht vollständig.

### Von der Richtlinie betroffene Einrichtungen und Personen
Die Richtlinie (EU) 2016/343 selbst betrifft, sofern diese ordnungsgemäß in nationales Recht umgesetzt wurde, die Unionsmitgliedstaaten (siehe auch: Unmittelbare Anwendbarkeit).
Begünstigt werden durch die Richtlinie (EU) 2016/343 alle natürlichen Personen (also nicht nur Unionsbürger), die Verdächtige oder Beschuldigte in einem Strafverfahren sind ab dem Zeitpunkt, in dem eine Person verdächtigt oder beschuldigt wird, eine Straftat oder eine mutmaßliche Straftat begangen zu haben.
Die Richtlinie 2016/343 gilt nicht für juristische Personen. Der europäische Gesetzgeber ist davon ausgegangen, dass die Unschuldsvermutung in Bezug auf juristische Personen durch die bestehenden rechtlichen Garantien und die bestehende Rechtsprechung gewährleistet ist.
Diese Richtlinie gilt nur für gerichtliche Strafverfahren. Die Richtlinie gilt grundsätzlich nicht automatisch für Verfahren nach dem Zivil- oder Verwaltungsrecht, auch wenn in solchen Verfahren Sanktionen verhängt werden können (wie z. B. im Wettbewerbsrecht, Handelsrecht, bei Finanzdienstleistungen, im Straßenverkehrsrecht, Steuerrecht oder auch nicht für Ermittlungen von Verwaltungsbehörden im Zusammenhang mit solchen Verfahren). Die Unionsmitgliedstaaten können den Schutz aus dieser Richtlinie aber auch auf solche Verfahren ausweiten, wobei das Schutzniveau nie unter den Standards der Charta der Grundrechte oder der EMRK liegen darf.

### Unschuldsvermutung
Die Aufgabe der Feststellung der Schuld von Verdächtigen und beschuldigten Personen liegt grundsätzlich bei der Strafverfolgungsbehörde. Niemand muss daran mitwirken, seine Schuld zu beweisen (Aussageverweigerungsrecht), darf nicht zur Aussage gezwungen werden oder zur Beibringung von Beweisen und wenn jemand sich der Aussage entschlägt, darf dies nicht als Beweis seine Schuld interpretiert werden. Eine Ausnahme und keine Verletzung der Unschuldsvermutung liegt vor, wenn gesetzlich vorgesehen ist, dass eine verdächtige oder beschuldigte Person Atemluft-, Blut- und Urinproben und Körpergewebe für einen DNA-Test zur Verfügung stellen muss.
Zum Recht auf Unschuldsvermutung gehört auch die Verpflichtung der Hoheitsträger, den Verdächtigen oder die beschuldigte Person nachweislich darauf hinzuweisen, dass sie sich selbst im Verfahren nicht belasten müssen.
Im Zweifel ist von der Unschuld der Person auszugehen (in dubio pro reo).

#### Verstoß gegen die Unschuldsvermutung
Ein Verstoß gegen die Unschuldsvermutung liegt z. B. vor, wenn ein Verdächtiger oder Beschuldigter in einer öffentlichen Erklärung von z. B. Hoheitsträgern (ausgenommen Gerichtsentscheidung und die Anklage) als schuldig dargestellt wird, obwohl die Schuld dieser Person nicht rechtsförmlich nachgewiesen wurde (Schuldvermutung).
Ein Verstoß gegen die Unschuldsvermutung kann auch vorliegen, wenn die Beweislast von der Strafverfolgungsbehörde auf die Verteidigung verlagert würde.

#### Öffentliche Vorführung
Verdächtige oder Beschuldigte dürfen nicht in einer Form der Öffentlichkeit vorgeführt werden, wodurch der Eindruck entsteht, die Person sei schuldig, bevor eine gerichtliche Entscheidung gefällt wurde. Insbesondere sollen Beschuldigte bzw. Verdächtige nicht mit Handschellen oder mit Fußfesseln vorgeführt werden, in Glaskabinen oder in Käfigen verwahrt werden oder anderen physische Zwangsmaßnahmen angewendet werden, sofern nicht der Einsatz solcher Maßnahmen im konkreten Fall entweder aus Gründen der Sicherheit erforderlich, zum Beispiel um Verdächtige oder beschuldigte Personen daran zu hindern, sich selbst oder andere zu verletzen oder fremdes Eigentum zu beschädigen, oder um sie daran zu hindern, zu entkommen oder mit Dritten, wie Zeugen oder Opfern, Kontakt aufzunehmen, und gerechtfertigt ist. Hierzu gehört auch, dass Verdächtige oder Beschuldigte nicht in der Öffentlichkeit in Häftlingskleidung gezeigt werden sollen, damit der Eindruck nicht entstehen kann, die Person sei schuldig, obwohl noch gar keine gerichtliche Entscheidung gefällt wurde.

#### Steckbriefe und ähnliches
Das Recht auf Unschuldsvermutung wird nicht dadurch beeinträchtigt, wenn Hoheitsträger z. B. die Bevölkerung zur Mithilfe zu Identifizierung eines mutmaßlichen Straftäters auffordern oder Medien Informationen zur Verfügung stellen, sofern sichergestellt wird, dass eine Person dadurch nicht als schuldig dargestellt wird (Unschuldsvermutung), bis die Schuld gerichtlich festgestellt wurde.

### Anwesenheit in der Verhandlung in Strafverfahren
Als ein wichtiger Teil des Rechts auf ein faires Verfahren gilt das Recht auf Anwesenheit in der Verhandlung m Strafverfahren, sofern nicht jemand ausdrücklich und unter bestimmten Voraussetzungen und unmissverständlich erklärt hat, auf dieses Recht zu verzichten oder selbst der Verhandlung fern bleibt (sofern er zuvor über die Rechtsfolgen des Fernbleibens nachweislich unterrichtet wurde). Unter Umständen reicht es auch, wenn ein vom Beschuldigten oder Verdächtigten beauftragter Rechtsanwalt an der Verhandlung teilnimmt.
Das Recht auf Anwesenheit in der Verhandlung ist nur dann erfüllt, wenn auch tatsächlich eine oder mehrere Verhandlungen durchgeführt werden. Bei einfachen Gerichtsverfahren kann es unter Umständen möglich sein, nur schriftlich ein Verfahren zu führen. Die besonderen Bedürfnisse schutzbedürftiger Personen (z. B. Kinder) müssen jedoch berücksichtigt werden.

### Rechtsbehelfe
Die Unionsmitgliedstaaten haben den Beschuldigten bzw. Verdächtigen wirksame Rechtsbehelfe zur Verfügung zu stellen, damit diese sich gegen die Verletzung von Rechten aus der Richtlinie (EU) 2016/343 zur Wehr setzen können.

### Regressionsverbot
Nach Artikel 13 der Richtlinie (EU) 2016/343 darf keine Bestimmung dieser Richtlinie so ausgelegt werden, dass dadurch die Rechte oder Verfahrensgarantien nach Maßgabe der Charta, der EMRK, anderer einschlägiger Bestimmungen des Völkerrechts oder der Rechtsvorschriften der Mitgliedstaaten, die ein höheres Schutzniveau vorsehen, beschränkt oder beeinträchtigt würden.

### Anwendungszeitraum
Die aus der Richtlinie (EU) 2016/343 gewährleisteten Rechte gelten ab dem Zeitpunkt, zu dem Personen von den zuständigen Behörden eines Mitgliedstaats davon in Kenntnis gesetzt werden, dass sie der Begehung einer Straftat verdächtig oder beschuldigt sind, bis zum endgültigen Abschluss des Verfahrens, worunter die endgültige Klärung der Frage zu verstehen ist, ob der Verdächtige oder die beschuldigte Person die Straftat begangen hat, gegebenenfalls einschließlich der Festlegung des Strafmaßes und der abschließenden Entscheidung in einem Rechtsmittelverfahren.

## Geltungsbereich der Richtlinie
Der Geltungsbereich der Richtlinie (EU) 2016/343 vom 11. März 2016 erstreckt sich auf die Unionsmitgliedstaaten, nicht aber auf die Mitgliedstaaten des EWR: Island, Liechtenstein bzw. Norwegen. Die Richtlinie 2016/343 gilt nicht in Dänemark und nicht in Irland, sofern sich diese Unionsmitgliedstaaten nicht ausdrücklich bereit erklären, diese Richtlinie umzusetzen.

## Sanktionen bei Verstößen
Die Richtlinie selbst sieht keine Sanktionen vor, wenn die Unionsmitgliedstaaten gegen die Richtlinie verstoßen oder diese durch nationale Behörden oder Gerichte bzw. Justizeinrichtungen nicht richtig anwenden bzw. anwenden lassen. Mit der Verordnung (EU, Euratom) 2020/2092 ist es möglich, bei Verstößen gegen die Grundsätze der Rechtsstaatlichkeit in einem Unionsmitgliedstaat im Sinne der in Art. 2 EUV verankerten Wert der Union, und wenn diese die wirtschaftliche Führung des Haushalts der Union oder den Schutz ihrer finanziellen Interessen hinreichend unmittelbar beeinträchtigen, mit finanziellen Sanktionen gegen den Mitgliedstaat vorzugehen.

## Rechtsgrundlage
Der Erlass der Richtlinie (EU) 2016/343 wurde insbesondere auf Artikel 82 Abs. 2 lit. b) AEUV gestützt (verstärkte justizielle Zusammenarbeit in Strafsachen). Die Richtlinie wurde vom Rat und dem Europäischen Parlament im Rahmen des ordentlichen Gesetzgebungsverfahrens erlassen.

## Aufbau der Richtlinie (EU) 2016/343
Die Richtlinie (EU) 2016/343 vom 11. März 2016 hat folgenden Aufbau:
- Präambel (Nr. 1 bis 51)
- KAPITEL 1 (Gegenstand und Anwendungsbereich)
  - Artikel 1 (Gegenstand)
  - Artikel 2 (Anwendungsbereich)
- KAPITEL 2 (Unschuldsvermutung)
  - Artikel 3 (Unschuldsvermutung)
  - Artikel 4 (Öffentliche Bezugnahme auf die Schuld)
  - Artikel 5 (Darstellung von Verdächtigen und beschuldigten Personen)
  - Artikel 6 (Beweislast)
  - Artikel 7 (Recht, die Aussage zu verweigern, und Recht, sich nicht selbst belasten zu müssen)
- KAPITEL 3 (Recht auf Anwesenheit in der Verhandlung)
  - Artikel 8 (Recht auf Anwesenheit in der Verhandlung)
  - Artikel 9 (Recht auf eine neue Verhandlung)
- KAPITEL 4 (Allgemeine und Schlussbestimmungen)
  - Artikel 10 (Rechtsbehelfe)
  - Artikel 11 (Datenerhebung)
  - Artikel 12 (Berichterstattung)
  - Artikel 14 (Umsetzung)
  - Artikel 15 (Inkrafttreten)
  - Artikel 16 (Adressaten)

## Umsetzung der Richtlinie
Diese Richtlinie wurde am 9. März 2016 unterzeichnet und ist am 31. März 2016 in Kraft getreten. Die Richtlinie war gemäß Artikel 14 Abs. 1 der Richtlinie (EU) 2016/343 bis zum 1. April 2018 von den Unionsmitgliedstaaten in nationales Recht umzusetzen.
Gemäß dem Bericht der Kommission an das Europäische Parlament und den Rat vom 31. März 2021 über die Umsetzung der Richtlinie (EU) 2016/343, sind so gut wie alle Unionsmitgliedstaaten auch nach drei Jahren nach Inkrafttreten der Richtlinie immer noch säumig bzw. bestehen große Bedenken gegen die Art der Umsetzung (soweit erfolgt). Die Kommission hat deswegen Vertragsverletzungsverfahren wegen der unvollständigen Umsetzung der Richtlinie eingeleitet und will diese vorrangig weiterverfolgen.